# Династия Ле
Династия [поздних] Ле (вьет. Nhà Hậu Lê, тьы-ном 家後黎, ня хау ле), также дом [поздних] Ле (вьет. Hậu Lê Triều, тьы-ном 後黎朝, хау ле чьеу) — династия Вьетнама, правившая страной больше остальных династий, с 1428 по 1788 годы. Вьетнамские историки обычно различают 100-летнюю династию «поздних Ле» (1428—1527) от 256-летней династии «возрождённой Ле» (1533—1789) после восстановления династии могущественными военачальниками.
Династия была основана в 1428 году Ле Лоем после изгнания из страны китайских захватчиков. Правление завершилось в 1527 году, когда династия Мак узурпировала трон. В 1533 году Ле вернули себе власть, но им приходилось бороться с Мак за власть вплоть до 1592 года. Императоры возрождённой Ле не обладали реальной властью, юг страны подчинялся князьям Нгуен, а север — князьям Чинь. Оба рода правили от имени Ле, попутно воюя друг с другом. Восстание тэйшонов 1788 года свергло оба рода для восстановления императора на троне.
Во время правления Ле территория Дайвьета выросла с небольшой страны на севере во времена коронации Ле Лоя до почти современных границ к моменту победы тэйшонов. В обществе произошли большие перемены: буддизм уступил место конфуцианству, императоры Ле стремились сделать Дайвьет похожим на китайское государство, были проведены соответствующие законодательные, административные, хозяйственные реформы.

## Основание династии
Основатель династии Ле — великий легендарный воин Ле Лой, правивший в 1428—1433 годах. Ле Лой родился в свободном Дайвьете при династии Чан. Когда ему было 23, империя Мин захватил Дайвьет, в четвёртый раз превратив его в провинцию Зяоти, аннулировав законы и установив китайские порядки на вьетской земле.
Ле Лой начал восстание против китайцев в 1418 году. Спустя десять лет войны Ле Лой смог победить минские армии и взошёл на трон под именем Ле Тхай То. Спустя всего пять лет, он заболел и умер, оставив страну и малолетнего сына-наследника на попечении своего друга Ле Шата.

## Ле Тхай-тонг
Одиннадцатилетний сын Ле Лоя, Ле Тхай-тонг (прав. 1433—1442), пять лет был инфантом при регенте Ле Шате. Официально получив трон в 1438 году, Тхай-тонг обвинил Ле Шата в превышении полномочий и казнил.
Юный император был известен своей неуёмной любовью к женщинам, о его фаворитках было известно всему двору. Он даже приказывал привозить во дворец самых красивых девушек. Император завёл роман с женой Нгуен Чая, конфуцианского мыслителя, советника и друга Ле Лоя, и как-то поехал с ней в его родные места, но по пути неожиданно умер. Знать посчитала, что это Нгуен Чай отравил монарха, и казнила их вместе с тремя поколениями родственников в обе стороны.

## Ле Нян-тонг
У Ле Тхай-тонга было три сына. Старший, Нги Зан, (не стал наследником, так как его мать была незнатного происхождения); средний, Ле Нян-тонг, и Ле Тхань-тонг. Нян-тонг, также несовершеннолетний, аналогично отцу стал царствующим инфантом, за исключением того, что его регентом была мать, Нгуен Тхи Ань. 17 лет царствования Ле Нян-тонга (с 1442 по 1459) были, в целом, спокойными, за исключением рейда в Тямпу в 1446 году и казни соратника Ле Лоя, Чинь Кха, в 1451.
Старший брат императора, Нги Зан, решил свергнуть Нян-тонга, и организовал заговор. Заговорщики убили Нян-тонга, а его мать во избежание казни была убита верным слугой. Восьмимесячное правление Нги Зана кончилось, когда дворцовая стража во главе с однополчанами и советниками Ле Лоя казнила его, посадив на трон семнадцатилетнего Ле Тхань-тонга.

## Ле Тхань-тонг

Карта Вьетнама; завоёванные Ле Тхань-тонгом земли закрашены светло-зелёным цветом..

Ле Тхань-тонг — один из величайших правителей в истории Вьетнама. Он правил с 1460 по 1497 год, и это время считается одной из высших точек развития в истории страны. Он совершил множество реформ, восстановил государственные экзамены, ослабил знатные семьи и передал от них власть наиболее способным чиновникам. Он основывал конфуцианские храмы по всей стране.
Ле Тхань-тонг сумел нанести окончательное поражение Тямпе, захватив её столицу и превратив бывшие тямские земли в провинцию Дайвьета. С его смертью династия стремительно вошла в упадок.

## Упадок Ле

### Ле Хьен-тонг
Ле Хьен-тонг, старший из 14 сыновей Ле Тхань-тонга, получил трон в 38 лет. Мягкий и кроткий, новый император не начал никаких реформ за семь лет своего правления.

### Ле Тук-тонг
Ле Тук-тонг (Lê Túc Tông), третий сын Хьен-тонга, умер всего через шесть месяцев после унаследования престола, что вкупе с жаждой власти его старшего брата может означать, что Тук-тонга убили.

### Ле Уй Мук
Ле Уй Мук (Lê Uy Mục) — старший брат Ле Тук-тонга. Первое, что он сделал, взойдя на трон, — уничтожил тех, кто мешал ему получить власть. Среди его жертв была и мать Ле Хьен-тонга; её убийство было расценено как невероятная жестокость.
Ле Уй Мука описывают как садистски жестокого развращённого человека, сорившего государственными деньгами. Он нанял нескольких телохранителей для своей защиты, среди которых оказался Мак Данг Зунг, приблизившийся к императору и ставший генералом. Несмотря на все предосторожности, посаженный братом в тюрьму Ле Тыонг Дык сбежал и организовал сговор с целью убийства императора. После успешного завершения этого плана он стал императором Ле Тыонг Дыком.

### Ле Тыонг Дык
Ле Тыонг Дык (Lê Tương Dực) оказался таким же плохим правителем, как и Ле Уй Мук. Шесть лет его правления, с 1510 по 1516 годы, были годами трат. Казну император решил пополнить увеличением налогов. В 1516 году несколько чиновников и генералов ворвались во дворец и убили его.

## Гражданская война
Едва племяннику бывшего императора Ле Тьеу-тонгу (Lê Chiêu Tông) исполнилось 14, он взошёл на вьетнамский трон. Как обычно, при появлении на троне молодого правителя враждующие придворные силы вступили в активную борьбу за власть. Одной из самых сильных была группировка Мак Данг Зунга, а в оппозиции ей оказались, с одной стороны, семья князей Нгуенов под предводительством Нгуен Хоанг Зу (Nguyễn Hoằng Dụ), а с другой — семья Чинь, главами которой были Чинь Зуй Дай (Trịnh Duy Đại) и Чинь Зуй Сан (Trịnh Duy Sản). Спустя несколько лет взаимной напряжённости Чини и Нгуены покинули Ханой (в то время носившеий название Донгдо (Đông Đô)), и отправились на юг вместе с императором, «находящимся под их защитой».
Это стало началом гражданской войны между семьёй Мак и князьями. Сражения проходили на земле семейств Чинь и Нгуен, в Тханьхоа. В 1522 году император Ле Чьеу-тонг был убит союзниками Мак Данг Зунга, а главы Чиней и Нгуенов казнены. Начался период властвования династии Мак.

## Узурпация трона династией Мак

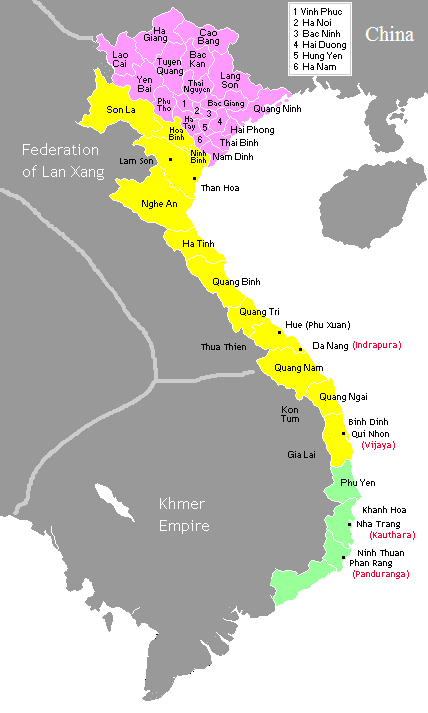
Север страны контролировали Маки, а юг — Чини и Нгуены.

Ослабленные Ле не смогли сохранить контроль над северной частью страны, и отсутствие правителя на троне вызвало появление на политической арене новые группировки. Мак Данг Зунг провозгласил вместо убежавшего на юг Ле Чьеу-тонга его младшего брата, получившего храмовое имя Ле Кунг Хоанг (Lê Cung Hoàng).
Спустя три года он убил марионеточного императора и провозгласил начало династии Мак. Эти события заставили знатные семейства, особенно Нгуены и Чини, поспешить на помощь Ле. Боевые действия начались снова, на этот раз армии повели Нгуен Ким (Nguyễn Kim) и Чинь Кьем (Trịnh Kiểm).

## Номинальное правление
В 1533 году альянс Нгуенов и Чиней взял столицу и короновал Ле Чанг-тонга (Lê Trang Tông) императора. В официальной историографии этот момент считается окончанием правления Маков, хотя Мак Данг Зунг правил Ханоем до собственной смерти в 1541 году, а его потомки удерживали город ещё 41 год. Страна была разделена, и альянс Нгуенов и Чиней отвоёвывал всё больше земель.
В 1592 столицу взяли проимперские силы, Ле Тхе-тонг (Lê Thế Tông) стал первым в веренице номинальных правителей при Нгуенах и Чинях.

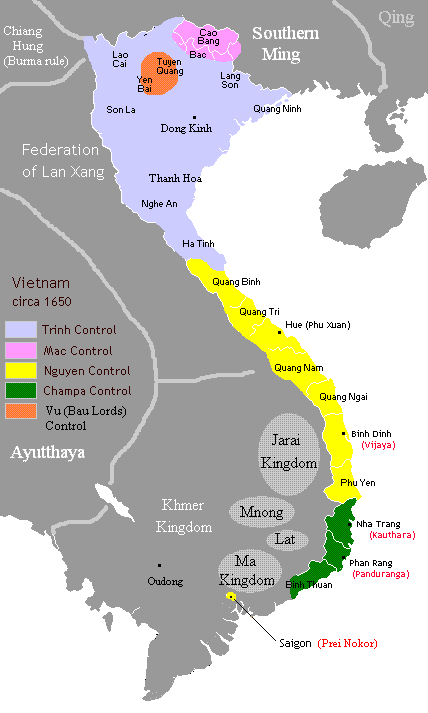
Карта с примерными границами владений Маков (розовый), Чиней (коричневый), Нгуенов (жёлтый) и Тямпы (зелёный) к 1640 году

### Ле Чанг-тонг
Ле Чанг-тонг (Lê Trang Tông) (1533—1548) — сын Ле Тхе-тонга, коронован в «зимнем дворце» в 1533. Официально считался императором в минском Китае с 1536 года.
Атака войск Нгуен Кима на Маков привела к разделению страны в 1545 году, Нгуены получили контроль над южной частью страны вплоть до современной провинции Тханьхоа, всё ещё притворяясь союзниками императора.

### Ле Чунг-тонг
Ле Чунг-тонг (Lê Trung Tông, 1548—1556) — не совершивший никаких выдающихся поступков император.

### Ле Ань-тонг
Ле Ань-тонг (Lê Anh Tông, 1556—1573) — императорская армия во главе с Чинь Тунгом взяла Ханой, но годом позже город был отдан Макам. Император бежал в Нгеан, чтобы уйти из-под контроля Чиней, однако Чинь Чунг назначил нового императора, подослав к Ле Ань-тонгу убийц.

### Ле Тхе-тонг
Ле Тхе-тонг (Lê Thế Tông, 1573—1599) — правил во время, когда проимператорские силы вторично (на этот раз окончательно) взяли Ханой в 1592 году, и Чини стали править от имени Ле. Император дал Чинь Тунгу титул «умиротворяющий князь» (Bình An vương) в знак признательности за победу над Мак.

### Ле Кинь-тонг
Ле Кинь-тонг (Lê Kính Tông, 1600—1619) — в начале правления Кинь-тонга Нгуен Хоанг (Nguyễn Hoàng) отказался выполнять его приказы. После 19-летнего правления император вступил в сговор против Чинь Тунга и был казнён.

### Ле Тхан-тонг
Ле Тхан-тонг (Lê Thần Tông, 1619—1662) пришёл к власти в период подготовки войны Нгуенов и Чиней. Нгуен Фук Нгуен (Nguyễn Phúc Nguyên), глава Нгуенов, отказался признавать нового императора. Через семь лет началась Война между Чинями и Нгуенами. Ле Тхан-тонг оставил трон в пользу сына, Ле Тян-тонга (Lê Chân Tông, 1643—1649) в 1643 году. Тян-тонг умер после шести лет правления, сразу после поражения Чиней от Нгуенов, после чего Тхан-тонг вновь стал императором и правил в 1649—1662 годах. Поражения Чиней продолжались до смерти императора, после которой Чини смогли дать Нгуенам отпор.

### Ле Хюэн-тонг
На правление Ле Хюэн-тонга (Lê Huyền Tông, 1663—1671) пришлась окончательная победа над Мак.

### Ле Зя-тонг
За три года, которые провёл на троне Ле Зя-тонг (Lê Gia Tông, 1672—1675), Чини и Нгуены заключили мир. Нгуены продолжили экспансию на юг, захватив земли тямов и кхмеров, а Чини начали реформы на севере. Несмотря на реформы, общество оставалось феодальным.

### Ле Хи-тонг
Правление Ле Хи-тонга (Lê Hy Tông, 1676—1704) было мирным, император был вынужден новым главой Чиней, Чинь Кыонгом (Trịnh Cương), оставить трон в пользу сына.

### Ле Зу-тонг
Ле Зу-тонг (Lê Dụ Tông, 1705—1728) правил в относительно мирное время, за исключением нескольких казней христианских миссионеров. Чинь Кыонг и император умерли почти одновременно в 1728 году.

### Хон Дык Конг
Хон Дык Конг (Hôn Đức Công, 1729—1732) сразу после вступления на престол был брошен в тюрьму и убит спустя 4 года.

### Ле Тхуан-тонг
Ле Тхуан-тонг (Lê Thuần Tông, 1732—1735) — император, в правление которого не произошло никаких заметных событий.

### Ле И-тонг
Ле И-тонг (Lê Ý Tông, 1735—1740) — в его правление начались восстания в связи с тем, что Чинь Зянг (Trịnh Giang) упросил Китай дать ему титул «верховный правитель Аннама».

### Ле Хьен-тонг
Ле Хьен-тонг (Lê Hiển Tông, 1740—1786) — новый глава Чиней, Чинь Шам (Trịnh Sâm), подавлял восстания, пока мог, однако с подъёмом движения тэйшонов Чини были вынуждены бежать на север, а Хьен-тонг оставил престол.

## Контакты с европейцами

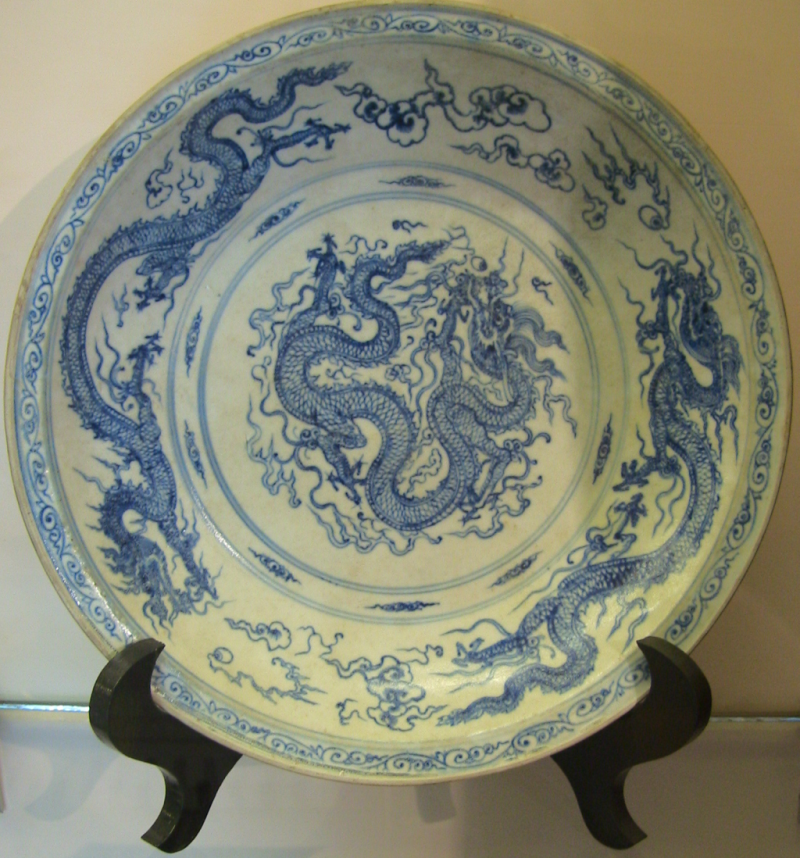
Блюдо, изготовленное в Северном Вьетнаме, XV в.

В XVII веке европейские торговцы и миссионеры стали играть важную роль во вьетнамской придворной жизни. К 1680 году в Хынгйене были созданы португальский, голландский, английский и французский торговые посты, хотя все они в течение двадцати лет закрылись из-за неприбыльности.
Миссионеры посещали Дайвьет с начала XVII века, однако им не удалось перевести в христианство значительное число людей. Наибольшего влияния добился Александр де Род, иезуит, отправленный в Ханой в 1627 году. Он быстро выучил вьетнамский язык и начал проповедовать на нём. Изначально де Рода хорошо приняли при дворе, и он смог крестить более 6 000 человек, хотя это, вероятно, стало причиной его изгнания в 1630 году.
Де Род создал (или закончил) систему романизации вьетнамского языка, перевёл на неё первый вьетнамский катехизис и опубликовал вьетнамско-латинско-португальский словарь — эти книги стали первыми изданными на куокнгы. Изначально латиницу для вьетнамского использовали только миссионеры, хотя позже французское правительство стало поощрять этот вид письменности.

## Крестьянские восстания
Несмотря на то, что Чини и Нгуены перестали сражаться в открытую, мира и процветания на дайвьетских землях не было. Десятилетия войн ослабили крестьянство налогами, многие стали покидать свои дома. Учёные и чиновники были освобождены от налогов, так что их обогащение и покупка земель приводили к ещё большему обнищанию крестьян. Появились налоги на уголь, соль, шёлк, корицу, рыболовство и горные работы.
Из-за того, что ирригационные сооружения не ремонтировали, в результате чего участились наводнения и начался голод. В 1730—1770 годах по всей стране вспыхивали локальные крестьянские восстания.

## Восстание тэйшонов
Трое братьев Тэйшонов подняли организованное восстание на юге страны и успешно сражались с Нгуенами, которые ввязались в войны с соседними государствами. Им удалось разбить все силы Нгуенов, за исключением Нгуен Фук Аня, который основал династию Нгуен.

## Искусство и культура
Несмотря на потрясения и войны, искусство в правление Ле активно развивалось, было создано множество ценных произведений. Особо развилась ксилогравюра. Значительное число памятников времён Ле хранится в Ханойском музее национального искусства.

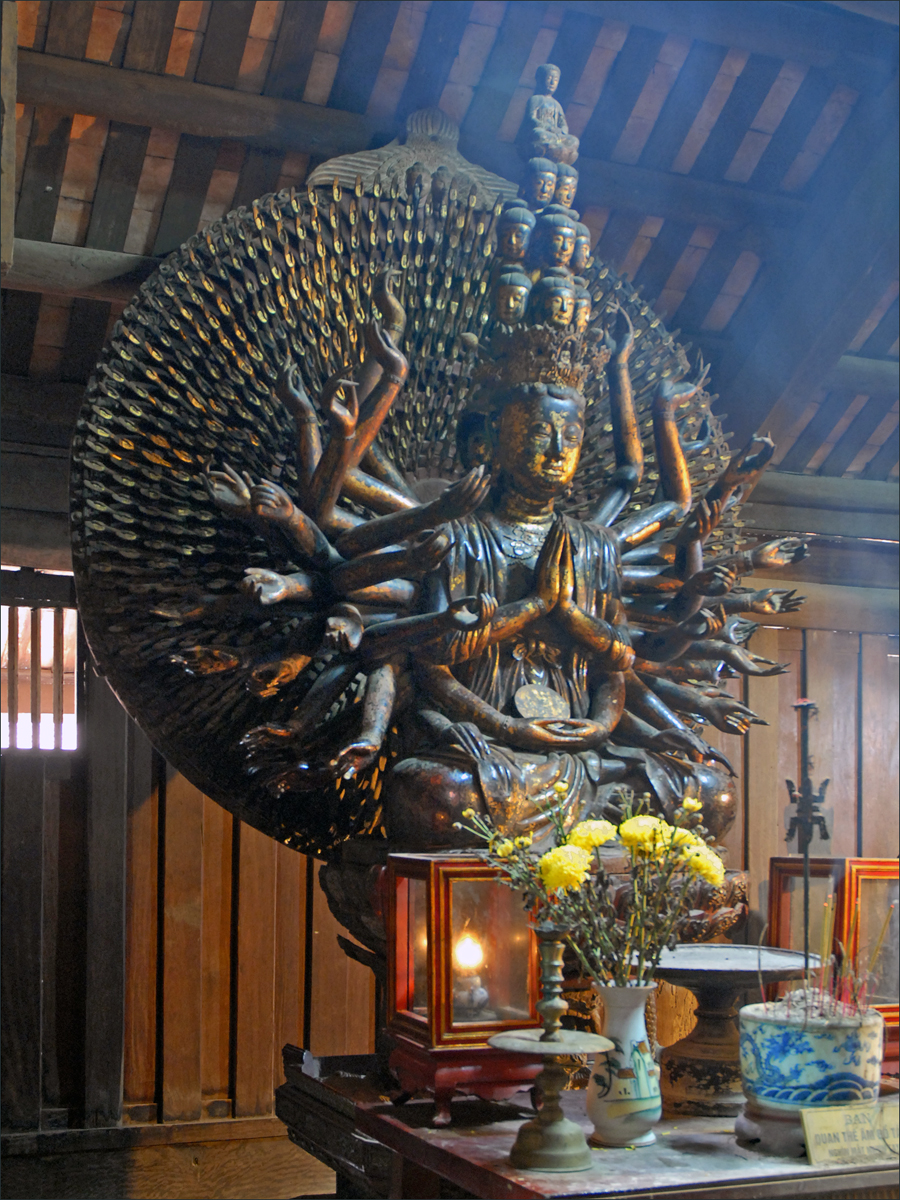
Статуя Авалокитешвары, багрянец и позолоченное дерево. Осень 1656 года. Находится в пагоде Буттхап (Bút Tháp), Бакнинь
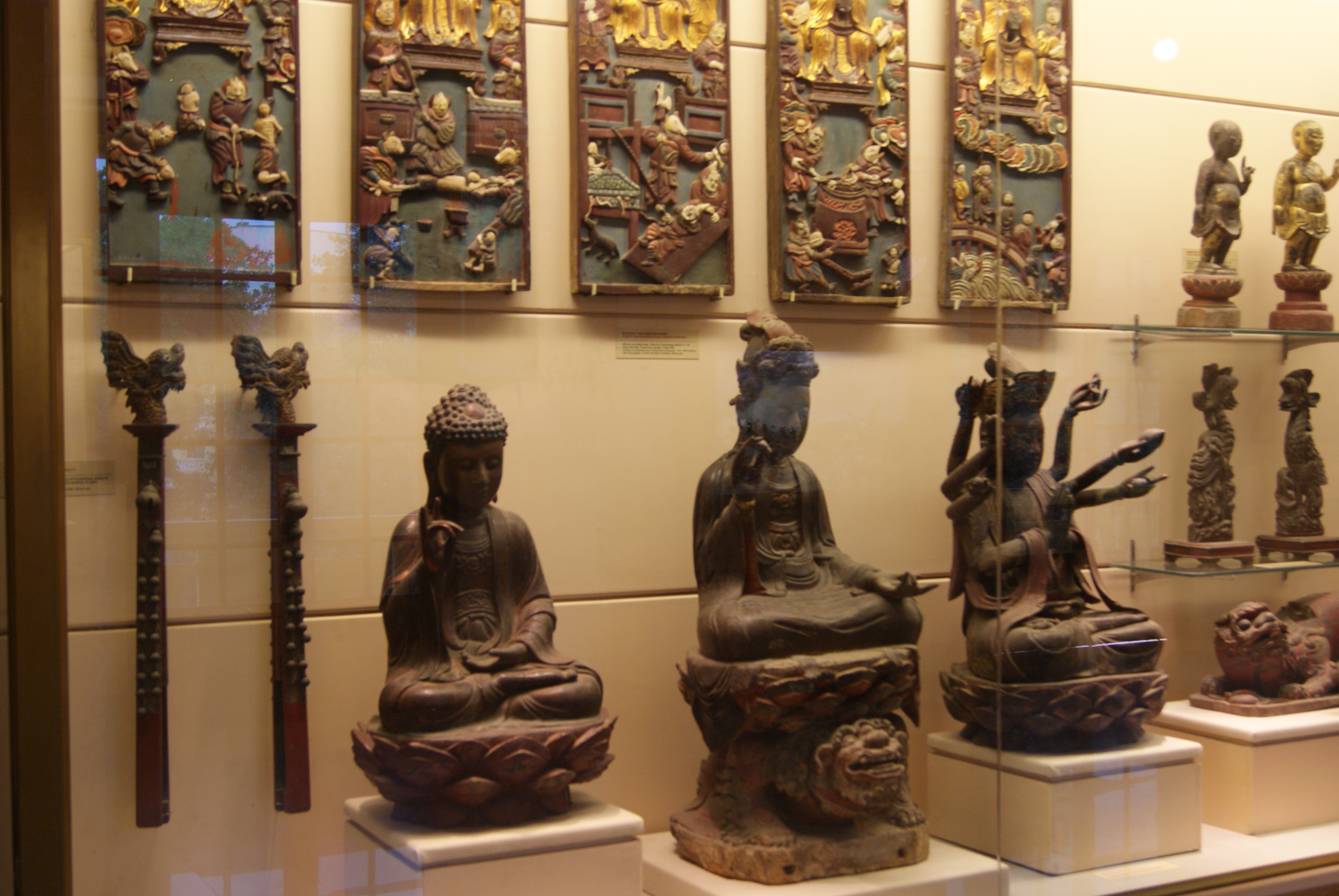
Произведения искусства, выполненные из дерева
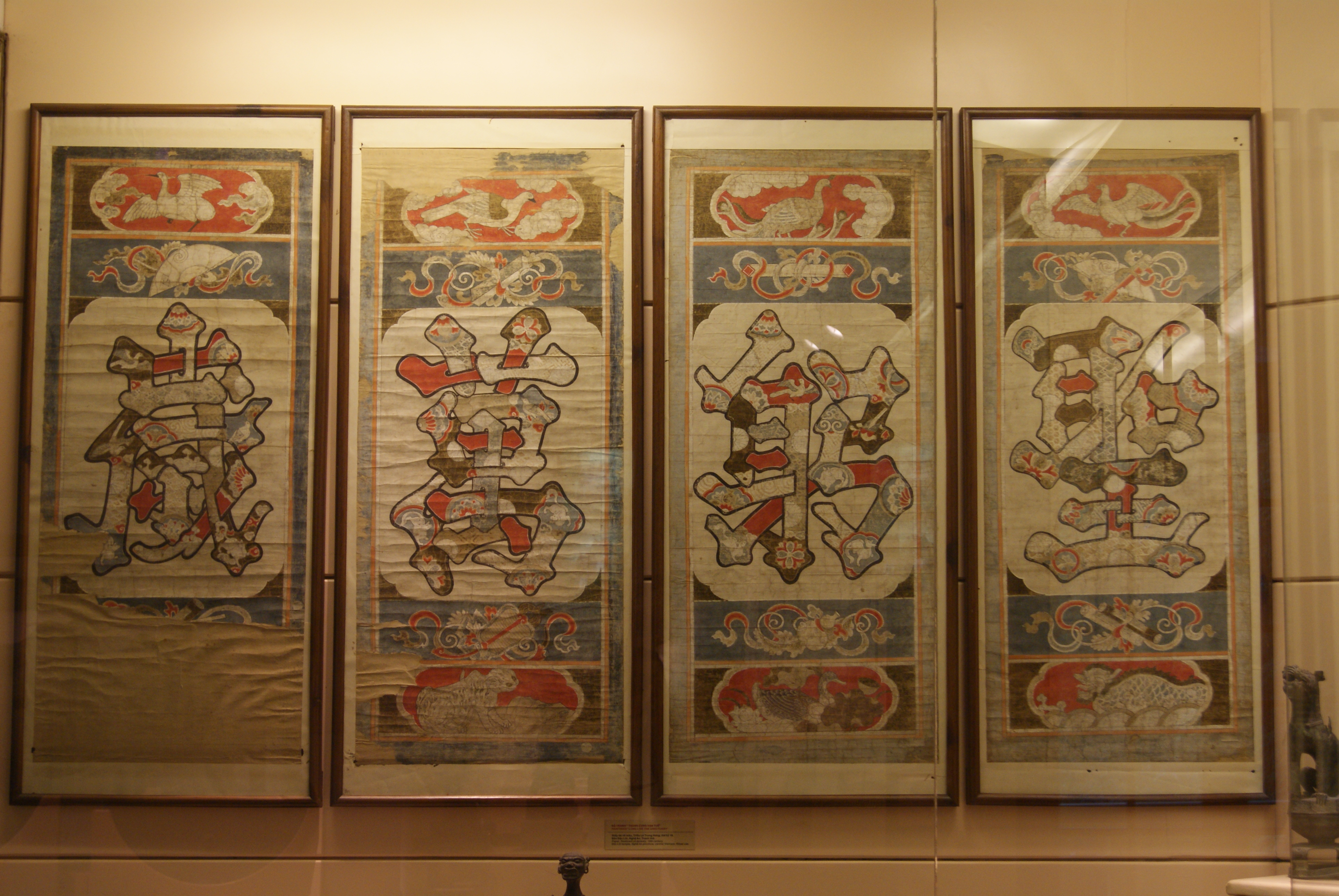
Гравюры «Долгой жизни императору» (Thánh Cung vạn tuế, тхань кунг ван туе). XVIII век; Нгеан
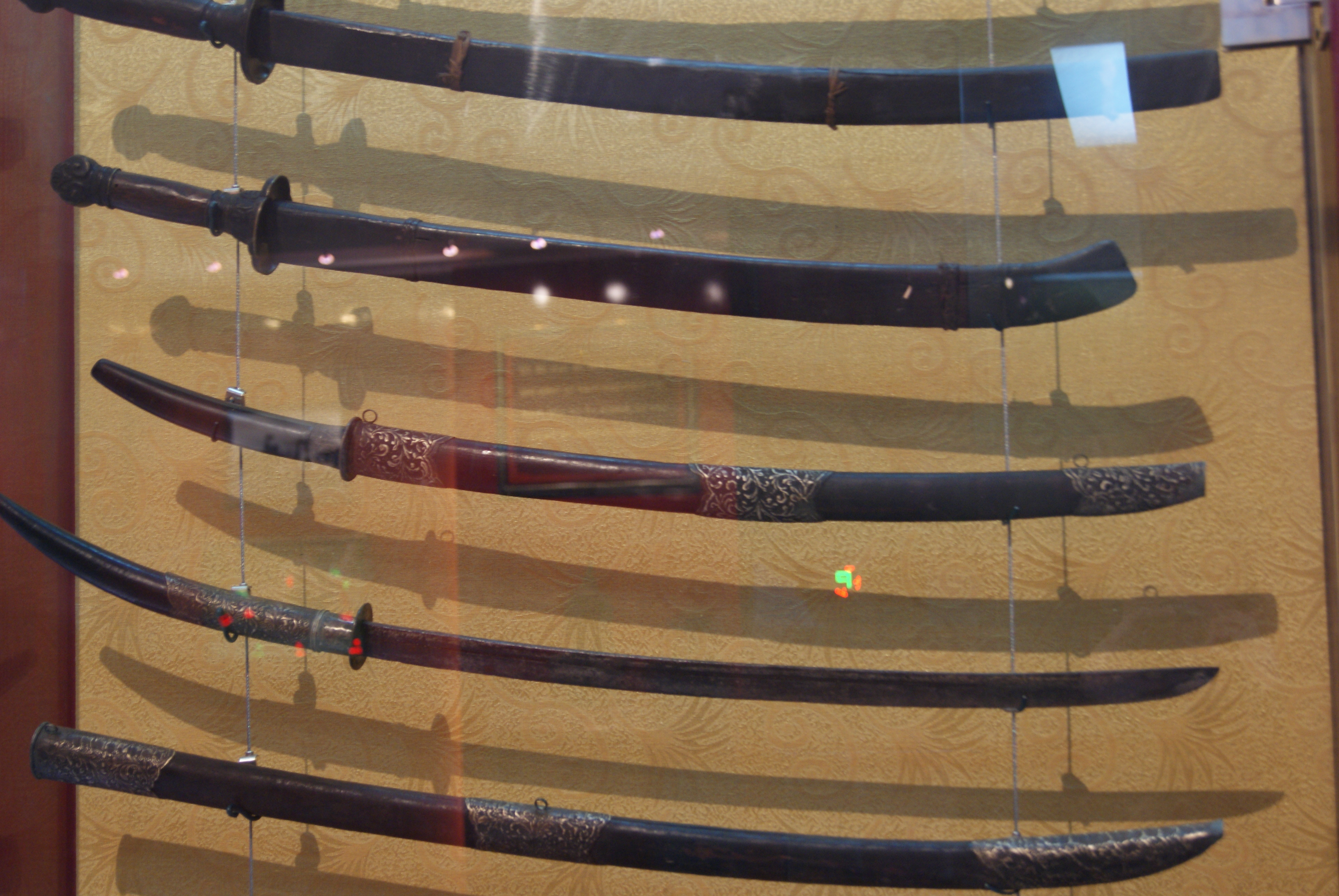
Северновьетнамские мечи XVIII века
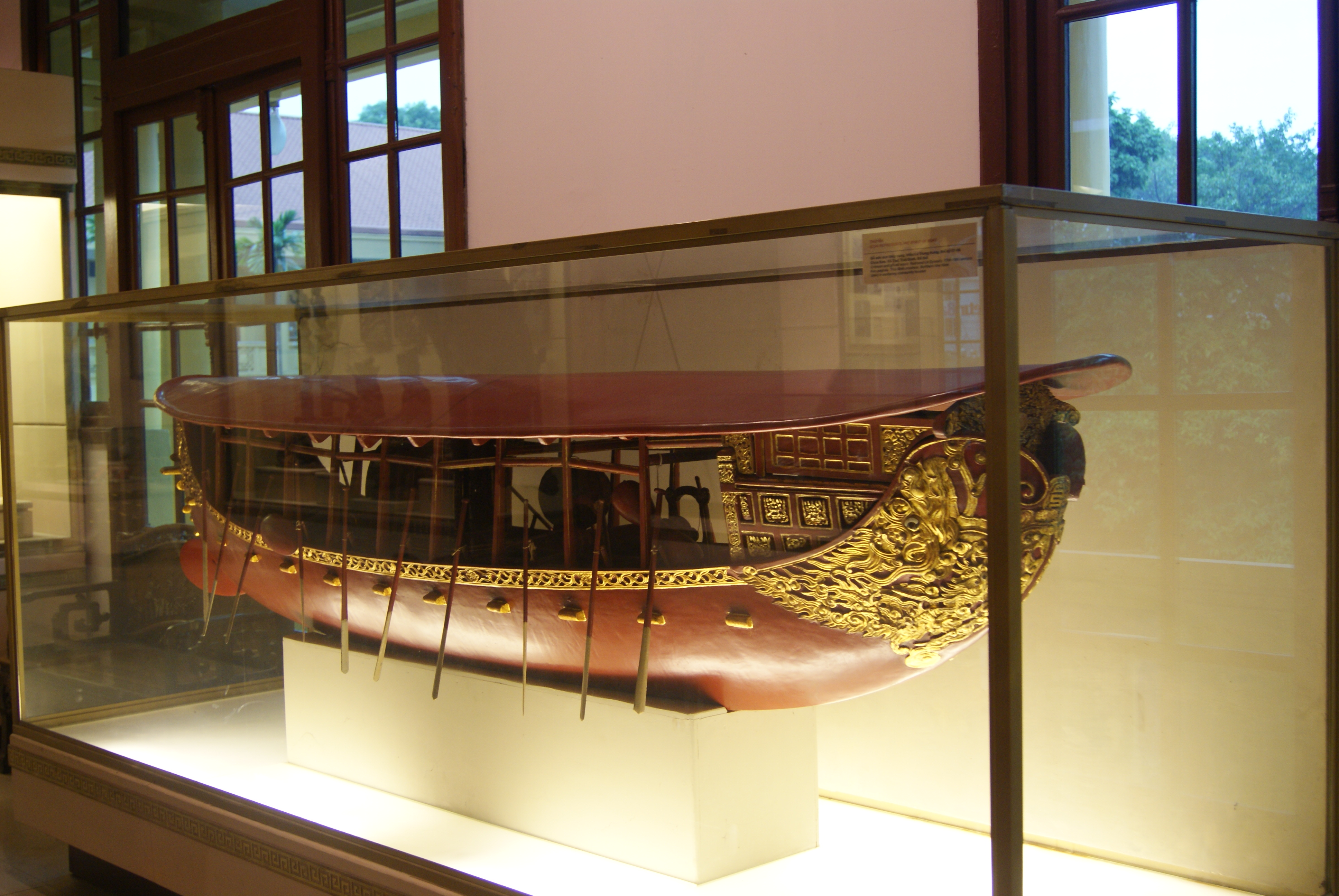
Модель канонерской лодки XVII века, объект поклонения. Пагода Кео, Тхайбинь
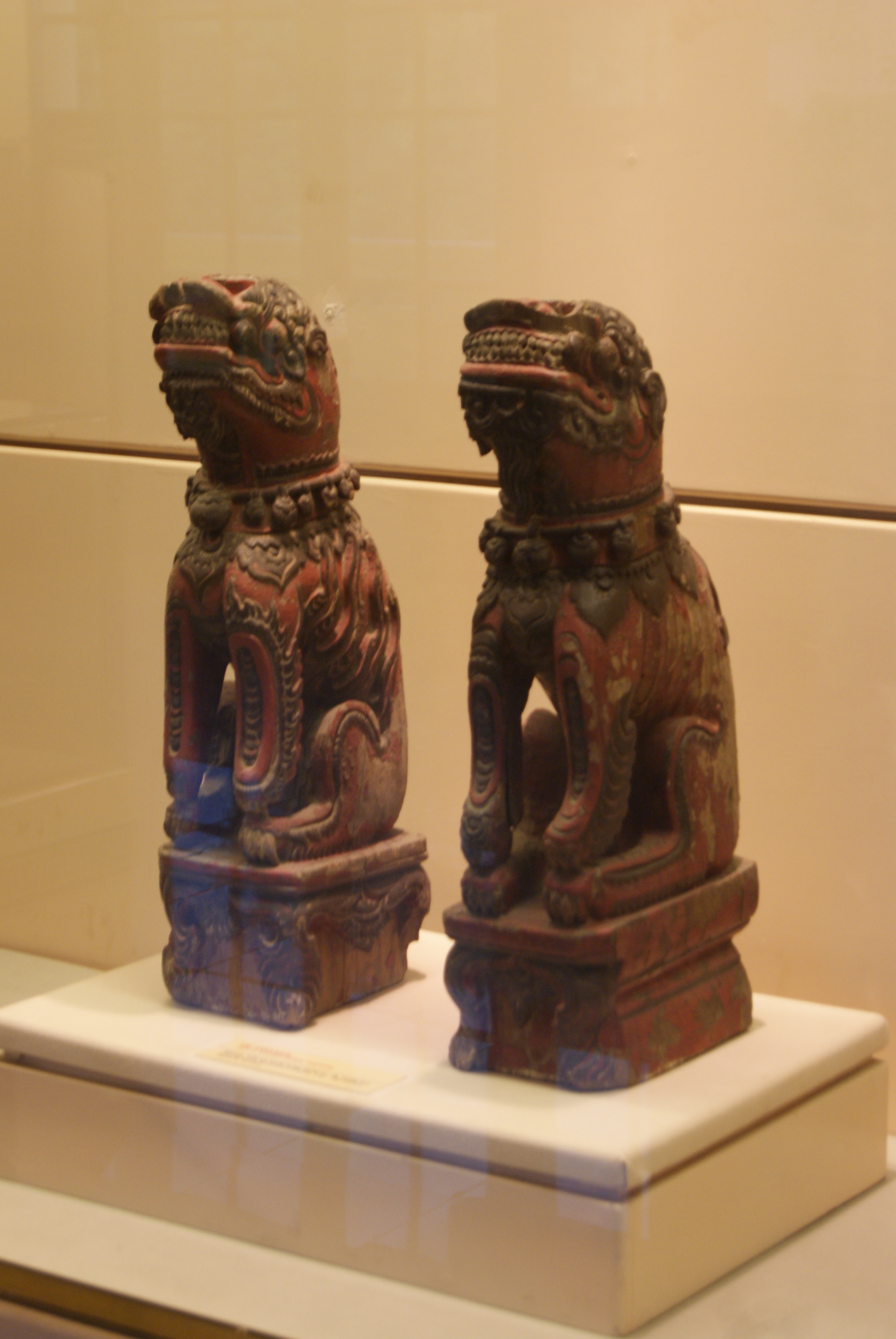
Деревянные скульптуры мифических животных. Багрянец и позолоченное дерево, XVIII век
Изображение вьетов в китайских летописях